# Passerelle Dunlop

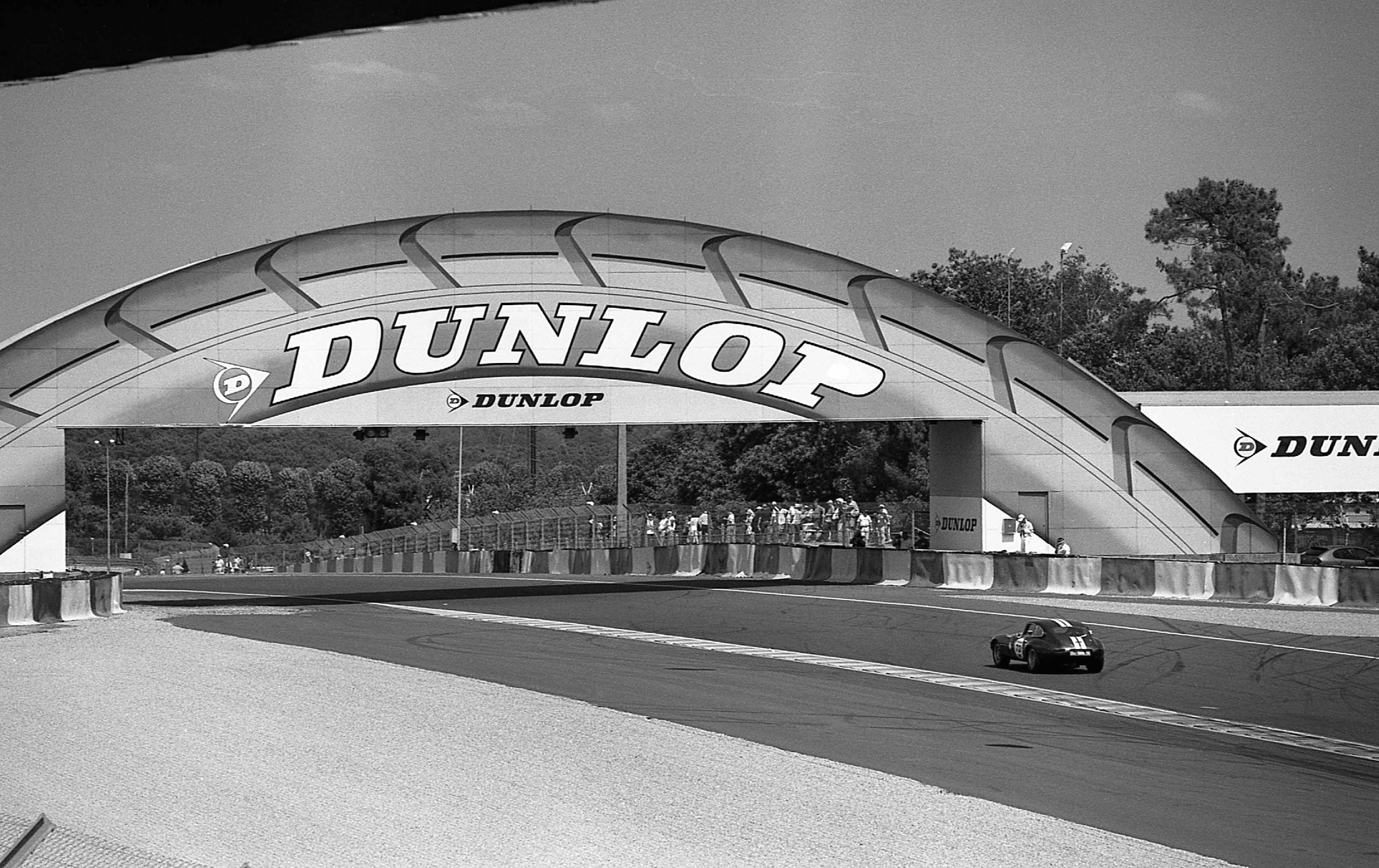
Le ruban Dunlop au Mans en 2010.

Une passerelle Dunlop est un passage aérien permettant aux spectateurs de se déplacer d'un côté à l'autre d'une piste d'un circuit automobile. Elle prend la forme d'un pneumatique et fait référence à l'entreprise Dunlop. Au fil des années, ce type d'infrastructure s'est répandu et est devenu aujourd'hui un élément familier du sport automobile, au même titre que le Bibendum et le dirigeable Goodyear.
La plus ancienne et la plus célèbre passerelle est celle installée sur le circuit des 24 Heures ; elle date de 1923.
Certaines passerelles dont celle du Mans ont été utilisées pour médiatiser le lancement de nouveaux pneumatiques.

## Circuits comportant une passerelle Dunlop
| Photo | Circuit                      | Section                     | Lieu                                        | Date de construction | Date de destruction |
| ----- | ---------------------------- | --------------------------- | ------------------------------------------- | -------------------- | ------------------- |
|       | Circuit de la Sarthe         | Sortie de la chicane Dunlop | Le Mans, Sarthe, France                     | 1923                 |                     |
|       | Circuit de Suzuka            | Virage 7                    | Suzuka, Mie, Japon                          | années 1960          | 1987                |
|       | Surfers Paradise Raceway     | Virage 1                    | Surfers Paradise, Queensland, Australie     | 1966                 | 1987                |
|       | Donington Park               |                             | Leicestershire, Royaume-Uni                 | 1977                 | 2009                |
|       | Mount Panorama Circuit       |                             | Bathurst, Nouvelle-Galles du Sud, Australie | 1982                 |                     |
|       | Sandown Raceway              | Virage 9                    | Melbourne, Victoria, Australie              | 1989                 |                     |
|       | Circuit de Tsukuba           |                             | Shimotsuma, Ibaraki Japon                   |                      |                     |
|       | Mazda Raceway Laguna Seca    | Virage 3                    | Monterey, Californie, USA                   |                      |                     |
|       | Mantorp Park (en)            |                             | Mantorp, Östergötland, Suède                |                      |                     |
|       | Circuit Paul Armagnac        | Virage 11                   | Nogaro, Midi-Pyrénées, France               |                      |                     |
|       | Sportsland SUGO              | Ligne droite de départ      | Murata, Miyagi, Japon                       |                      |                     |
|       | Circuit d'Albi               |                             | Le Séquestre, Midi-Pyrénées, France         |                      |                     |
|       | Circuit Carole               | Ligne droite de départ      | Tremblay-en-France, Île-de-France, France   |                      |                     |
|       | Autodrome de Linas-Montlhéry | Ligne droite de départ      | Linas, Île-de-France, France                |                      |                     |

Une passerelle Dunlop existe aussi dans l'Apricot Hill Raceway, un circuit virtuel issu du jeu vidéo Gran Turismo.